# Burg Dieppe
Die Burg Dieppe (französisch Château de Dieppe) ist eine Höhenburg in der Stadt Dieppe im Département Seine-Maritime, die in der Normandie im Norden Frankreichs liegt. Die heutige Anlage wurde im Jahr 1435 30 Meter über den Klippen der Ärmelkanalküste zum Schutz der Stadt Dieppe durch Charles des Marets auf den Überresten einer alten Burg gebaut.

## Bedeutung
Schon 1188 hatten die normannisch-englischen Herrscher Heinrich II. und Richard Löwenherz diesen Ort befestigt. 1195 wurde diese erste Befestigung von Philippe Auguste seinerzeit König von Frankreich aus der Dynastie der Kapetinger im Zuge der wechselvollen Auseinandersetzungen mit dem Haus Plantagenet und dem „angevinischen Reich“ zerstört.
Anfang des 15. Jahrhunderts stand der Ort erneut im Mittelpunkt der letzten Kämpfe zwischen Frankreich und England. Der Dauphin, der spätere König Ludwig XI., besiegte als Zwanzigjähriger im Jahre 1443 die Belagerungstruppen unter Talbot.
Die Stadtmauern und der mächtige Westturm stammen aus der Zeit um 1360. Marets erhielt nach der Befreiung der Stadt die Erlaubnis, eine Schlossburg mit viereckigem Grundriss umgeben von vier Rundtürmen und einem angrenzenden Hof zu errichten. Zwei der Befestigungstürme liegen an der Seeseite. Die Steine sind im dreifachen Wechsel aufgemauert, je eine Schicht Haustein, Ziegel und Feuersteine. In den Innenräumen, die heute das Museum von Dieppe beherbergen, sind prächtige vergoldete Täfelungen erhalten.

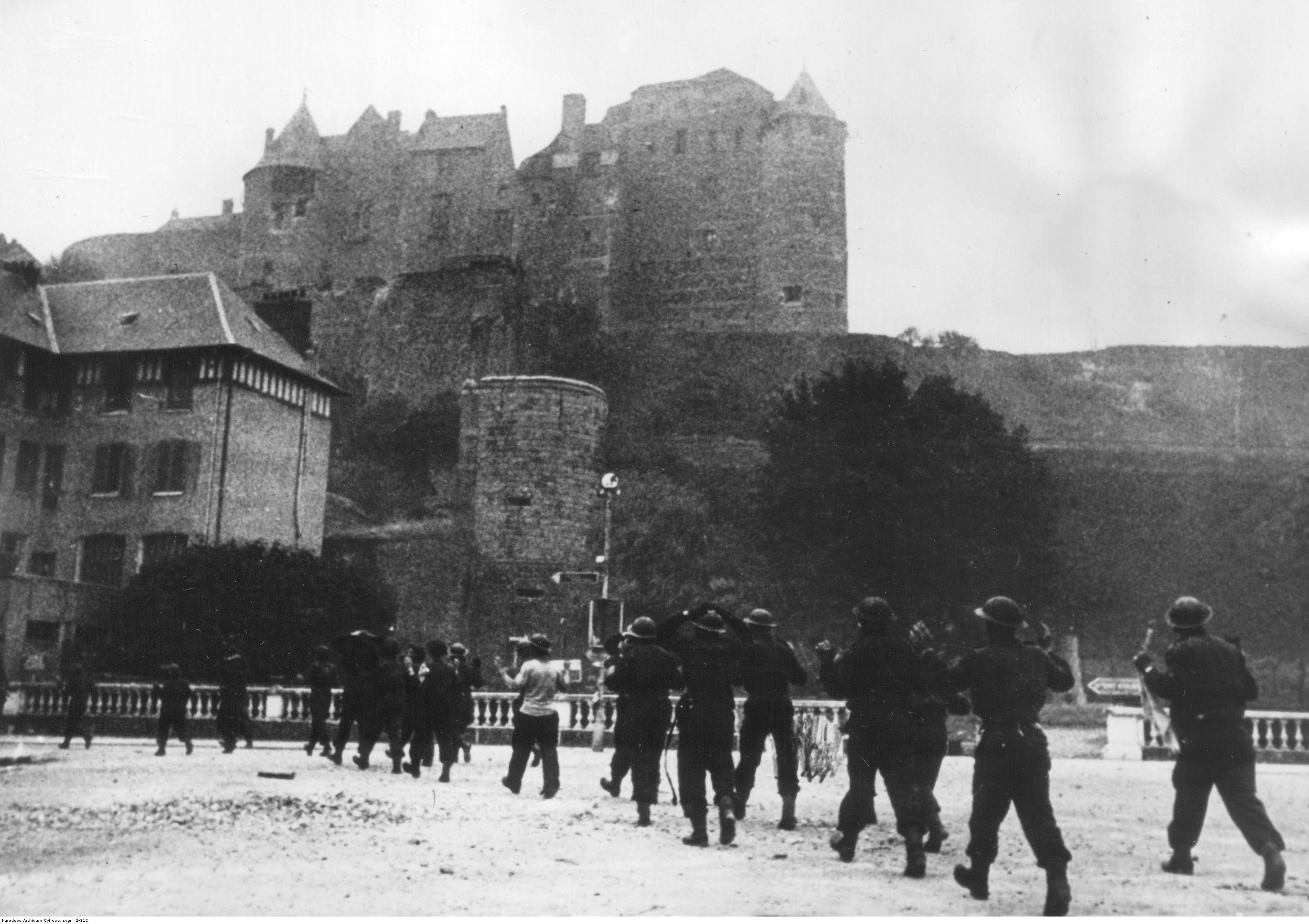
Von deutschen Truppen gefangen genommene britische Soldaten, August 1942

Zweimal erlitt die Burg schwere Beschädigungen. 1694 wurde die Stadt Dieppe durch englisch-holländische Marinekanonaden zerstört, die Burg blieb jedoch erhalten. In den Kämpfen des Zweiten Weltkriegs wurde das historische Anwesen, seit 1862 Monument historique, erneut in Mitleidenschaft gezogen.